# نهر ألما
نهر ألما نهر في بلاد القرم يبلغ طوله 83 كم ويقع بين مدينتي سيفاستوبول وإيبتوريا، تعني ألما في لغة تتار القرم التفاحة وينبع النهر من جبال القرم ويصب في البحر الأسود، وقعت بالقرب من النهر معركة ألما التي خسرها الروس تحت قيادة ألكسندر منشكوف.